# Gheorghe Baciu (savant)
Gheorghe Baciu (n. 2 octombrie 1936, Slobozia-Bălți, județul Bălți, România) este un savant, medic din Republica Moldova.

## Biografie
Gheorghe Baciu s-a născut în 1936 în satul Slobozia-Bălți (în prezent sector în orașul Bălți), atunci în componența României. S-a născut și a a crescut în familia țăraniilor Sofroni și Maria Baciu, împreună cu 2 frați, Ion și Leonid, și 2 surori, Maria și Elena. La 1 septembrie 1943 este înscris la învățătură în clasa I românească în Școală mixtă, director Vladimir Slusari. După ocuparea orașul Bălți în 1944 de către sovietici și-a continuat studiile la Școala ruso-moldovenească nr. 5. În 1951 studiază la Școala de Felceri și Moale din Bălți (în prezent Colegiul de Medicină) până în 1954. După finisarea serviciului militar în termin, în 1957 pleacă la studii la Chișinău, la Institutul de Medicină, absolvind-o în 1963. În 1967 susține teza de doctor, iar în 1983 - de doctor habilitat în științe medicale. în anii 1963 - 1985 și din 1994 activează la catedra medicină legală a USMF „Nicolae Testemițeanu”. În perioada 1985 - 1994, conduce Catedra disciplinilor medico-biologice la Institutul de Educație fizică și Sport. Între anii 1997 îndeplinește funcția de director al Cetrului de Medicină Legală din Chișinău. Din 1993 și până în 1994 Gheorghe Baciu este secretar științific al Secției Științe Medicale ale Academiei de Științe din Moldova. 
Din 2003 Gheorghe Baciu este membru al Academiei Balcanice de Medicină Legală, autor a crica 500 de lucrări, inclusiv: 25 de cărți, manuale, cursuri, monografii și 12 invenții.
În 2009 G. Baciu publică lucrarea autobiogrfică „O viață de zbucium”, care a fost prezentată la Liceul „Alexandru Ioan Cuza” din Bălți (fosta Școală feroviară nr. 5). Peste doi ani, în 2011 apare și cartea „Orașul Bălți și oamenii lui”. Un prim imbold pentru a scrie această carte a fost faptul că el însuți este originar din Bălți.

## Distincții
- Ordinul Gloria Muncii (2007)